# Leimbach (Willingshausen)
Leimbach ist ein Ortsteil der Gemeinde Willingshausen im nordhessischen Schwalm-Eder-Kreis.

## Geographie
Der Ort liegt im Süden der Schwalm am kleinen Leimbach. Das kleine Dorf besteht aus sechs Gehöften.

## Geschichte
Historische Ortsnamen
In erhaltenen Urkunden wurde Leimbach unter den folgenden Namen erwähnt (in Klammern das Jahr der Erwähnung): Linpach (1196); villa Leinbach (1196); Leigenbach (1197); Leinbach (1251); Leymbach (1252); de superiori Lembach (1291); media villa Lembach (1308); in inferiori Lembach (1311); Moniche Leymbach in der auwe (1341); Moncheleimbach (1426); Unterhof, Oberhof Leimbach (1585); Niederleimbach, Nieder-Leimbach, Mönchleimbach, Mönch-Leimbach, Mittelleimbach, Mittel-Leimbach, Oberleimbach, Ober-Leimbach.
 Ortsgeschichte
Die älteste bekannte schriftliche Erwähnung von Leimbach erfolgte unter dem Namen Leigenbach im Jahre 1196 in einer Urkunde des Klosters Spieskappel. Die Orte Mittelleimbach und Niederleimbach, auch Mönchleimbach genannt, wurden 1502 zur Wüstung.
Das heutige Leimbach ging aus Oberleimbach hervor. Im Dreißigjährigen Krieg wurde das kleine Dorf am 13. oder 14. November 1640, vor dem Gefecht am Riebelsdorfer Berg, ebenso wie Niedergrenzebach, Steina, Loshausen, Ransbach, Zella und Salmshausen, von kaiserlichen Truppen des Generals Hans Rudolf von Breda vollständig niedergebrannt.
Hessische Gebietsreform (1970–1977)
Zum 1. Januar 1974 wurde die bis dahin selbständige Gemeinde Leimbach im Zuge der Gebietsreform in Hessen kraft Landesgesetz mit weiteren Gemeinden und der am  31. Dezember 1971 gebildeten Gemeinde Antrefftal zu einer neuen Großgemeinde mit dem Namen Willingshausen zusammengeschlossen. Für alle ehemals eigenständigen Gemeinden von Willingshausen wurde je ein Ortsbezirk mit Ortsbeirat und Ortsvorsteher nach der Hessischen Gemeindeordnung gebildet.

## Bevölkerung
Einwohnerstruktur 2011
Nach den Erhebungen des Zensus 2011 lebten am Stichtag, dem 9. Mai 2011, in Leimbach 30 Einwohner. Darunter waren 3 (10,0 %) Ausländer.
Nach dem Lebensalter waren 6 Einwohner unter 18 Jahren, 15 zwischen 18 und 49, 3 zwischen 50 und 64 und 3 Einwohner waren älter. Die Einwohner lebten in 9 Haushalten. Davon waren 3 Singlehaushalte, keine Paare ohne Kinder und 6 Paare mit Kindern, sowie keine Alleinerziehende und keine Wohngemeinschaften. In 3 Haushalten lebten ausschließlich Senioren und in 6 Haushaltungen lebten keine Senioren.
Einwohnerentwicklung
| Quelle: Historisches Ortslexikon |                                                                    |
| • 1502:                          | 3 Männer, von denen 2 in Diensten des Klosters Immichenhain stehen |
| • 1585:                          | Ober- und Unter-Hof Leimbach zusammen 6 Hausgesesse                |
| • 1639:                          | 6 Hausgesesse mit jeweils 1⁄2 Bauerngut                            |
| • 1681:                          | 2 Hausgesesse                                                      |
| • 1747:                          | 6 Feuerstellen mit 65 Einwohnern                                   |

| Leimbach: Einwohnerzahlen von 1834 bis 2015 | Leimbach: Einwohnerzahlen von 1834 bis 2015 | Leimbach: Einwohnerzahlen von 1834 bis 2015 | Leimbach: Einwohnerzahlen von 1834 bis 2015 | Leimbach: Einwohnerzahlen von 1834 bis 2015 |
| --- | ------------------------------------------- | ------------------------------------------- | ------------------------------------------- | ------------------------------------------- |
| Jahr |                                             |                                             |                                             | Einwohner                                   |
| 1834 | 1834                                        |                                             | 72                                          | 72                                          |
| 1840 | 1840                                        |                                             | 68                                          | 68                                          |
| 1846 | 1846                                        |                                             | 72                                          | 72                                          |
| 1852 | 1852                                        |                                             | 73                                          | 73                                          |
| 1858 | 1858                                        |                                             | 67                                          | 67                                          |
| 1864 | 1864                                        |                                             | 68                                          | 68                                          |
| 1871 | 1871                                        |                                             | 66                                          | 66                                          |
| 1875 | 1875                                        |                                             | 67                                          | 67                                          |
| 1885 | 1885                                        |                                             | 64                                          | 64                                          |
| 1895 | 1895                                        |                                             | 66                                          | 66                                          |
| 1905 | 1905                                        |                                             | 72                                          | 72                                          |
| 1910 | 1910                                        |                                             | 70                                          | 70                                          |
| 1925 | 1925                                        |                                             | 71                                          | 71                                          |
| 1939 | 1939                                        |                                             | 61                                          | 61                                          |
| 1946 | 1946                                        |                                             | 98                                          | 98                                          |
| 1950 | 1950                                        |                                             | 96                                          | 96                                          |
| 1956 | 1956                                        |                                             | 51                                          | 51                                          |
| 1961 | 1961                                        |                                             | 52                                          | 52                                          |
| 1967 | 1967                                        |                                             | 47                                          | 47                                          |
| 1980 | 1980                                        |                                             | ?                                           | ?                                           |
| 1990 | 1990                                        |                                             | ?                                           | ?                                           |
| 2000 | 2000                                        |                                             | ?                                           | ?                                           |
| 2011 | 2011                                        |                                             | 30                                          | 30                                          |
| 2015 | 2015                                        |                                             | 38                                          | 38                                          |
| Datenquelle: Historisches Gemeindeverzeichnis für Hessen: Die Bevölkerung der Gemeinden 1834 bis 1967. Wiesbaden: Hessisches Statistisches Landesamt, 1968. Weitere Quellen: Gemeinde Willingshausen; Zensus 2011 |                                             |                                             |                                             |                                             |

Historische Religionszugehörigkeit
| Quelle: Historisches Ortslexikon |                                                                 |
| • 1861:                          | 69 evangelisch-reformierte Einwohner                            |
| • 1885:                          | 64 evangelische (= 100 %) Einwohner                             |
| • 1961:                          | 49 evangelische (= 94,23 %), 3 katholische (= 4,77 %) Einwohner |

Historische Erwerbstätigkeit
| • 1747: | alle Bewohner leben vom Ackerbau                                                                          |
| • 1838  | Familien: 6 Ackerbau, eine Tagelöhner                                                                     |
| • 1961  | Erwerbspersonen: 27 Land- und Forstwirtschaft, 2 produzierendes Gewerbe, 1 Dienstleistungen und Sonstiges |

## Politik
Für Leimbach besteht ein Ortsbezirk (Gebiete der ehemaligen Gemeinde Leimbach) mit Ortsbeirat und Ortsvorsteher nach der Hessischen Gemeindeordnung.
Der Ortsbeirat besteht aus fünf Mitgliedern. Bei den Kommunalwahlen in Hessen 2021 kam kein Ortsbeirat zustande.

## Kulturdenkmäler
Siehe Liste der Kulturdenkmäler in Leimbach.